# اخترزیست‌شناسی

شاید اسید نوکلئیک‌ها تنها زیست مولکولی در جهان نباشند که توانایی کد کردن فرایندهای «زندگی» را داشته باشند.

اخترزیست‌شناسی یا برون‌زیست‌شناسی (به انگلیسی: Astrobiology) بررسی منشأ و خاستگاه، فرگشت، توزیع، و آیندهٔ حیات در جهان: زندگی فرازمینی و نیز حیات بر روی زمین است که اخترزیست‌شناسانِ میان‌رشته با به‌کارگیری آموخته‌های فیزیک، شیمی، اخترشناسی، زیست‌شناسی، زیست‌شناسی مولکولی، بوم‌شناسی، سیاره‌شناسی، جغرافیا، و زمین‌شناسی، به مطالعهٔ آن می‌پردازند. این رشته برای نخستین بار در ماه مهٔ ۱۹۹۸ توسط سازمان ناسا با ایجاد مؤسسهٔ اخترزیست‌شناسی ناسا در مرکز پژوهشی ایمز (Ames) بنیان‌گذاری شد.
در حقیقت اختر زیست‌شناسی حوزهٔ تحقیق مشخصی ندارد؛ می‌توان گفت آن تلفیقی از چندین حوزهٔ علمی است که کاوش حیات برون‌زمینی و مطالعه دربارهٔ دیگر سیارات منظومهٔ شمسی و قمرهایشان از منظر زیست‌شناسی، وضعیت حیاتی فضانوردان در شرایط خارج از زمین و نیز پی بردن به این‌که حیات روی زمین از کجا منشأ گرفته‌است از وظایف اخترزیست‌شناسی است. توجه ویژه به چیستان پیچیدهٔ «بودن» یا «نبودنِ» گونه‌ای از زندگی در بیرون از کرهٔ خاک و این‌که اگر پاسخ مثبت باشد چگونگی و بود راه‌هایی که می‌توان به جست‌وجوی آن پرداخت، انگیزهٔ وجودی پژوهش‌های اخترزیست‌شناسی است.

## اهداف و دستاوردها
اختر زیست‌شناسی تنها با تکیه بر دستاوردهای علمی اخیر به‌طور شایسته‌ای گام به جلو برداشته‌است. این دانش به ما اجازه می‌دهد تا یافته‌های مربوط به اخترشناسی و زیست‌شناسی را در کنار هم بتوانیم بررسی کنیم.
یک نمونهٔ عالی از دستاوردهای اخترزیست‌شناسی را می‌توان در مأموریت‌های مریخ نوردان دانست که توانستند داده‌های بسیاری از شرایط محیطی حاکم بر مریخ نظیر ویژگی‌های جوی، شیمیایی، دما و سایر موارد جمع‌آوری و به زمین مخابره نمایند.
تحقیقات انجام شده بر روی شدت دوست(اکستروموفیل)ها، یعنی موجودات زنده‌ای که شرایط سخت مثل دمای بالا و پائین و فشارهای غیر متعارف برای حیات را ترجیح می‌دهند، اطلاعات تکان دهنده‌ای از میزان تنوع این موجودات به ما داده‌است. این اطلاعات ما را به فکر فرو می‌برد که زندگی تقریباً در تمامی مکان‌های کره زمین در جریان است.
ترکیب دو علم اخترشناسی و زیست‌شناسی منجر به پی بردن به این حقیقت شده‌است که برخی میکروبها قطعاً می‌توانند در محیط کره مریخ بقا یابند؛ ولی با این حال هنوز موجود دارای حیاتی روی مریخ یافت نشده‌است.
اخترزیست‌شناسی همچنین در پی یافت مکان‌هایی است که حیات را در خود جای داده‌اند. این دانش پرسش‌های مهمی مطرح می‌کند:
- منشأ حیات در زمین چیست؟
- چرا تاکنون موجود زنده‌ای در سایر سیارات یافت نشده‌است؟
- آیا حیات پیش‌تر در سیارات نابود شده‌است؟
- آیا ما در این جهان تنها هستیم؟ اگر این‌گونه است، چرا؟

### کشف ترکیبات پیچیده‌ای از سیانید در خارج از منظومهٔ شمسی
در آوریل ۲۰۱۵ (فروردین ۱۳۹۴) برای نخستین بار در تاریخ دانش کیهان‌شناسی، دانشمندان موفق به کشف ترکیبات پیچیده‌ای از سیانید (که برای شکلی از حیات که ما می‌شناسیم ضروری است)، در خارج از منظومهٔ شمسی شدند. این تحقیقات که در بخشی از کیهان فیزیک مرکز اخترفیزیک هاروارد-اسمیتسونین انجام شده‌است، مشخص کرد که ترکیباتی از سیانید به دور یک ستاره در فاصلهٔ ۴۵۰ سال نوری از زمین در حال چرخش هستند. ترکیبات مذکور که به‌طور خاص هیدروژن سیانید (HCN)، متیل سیانید (CH3CN) و سیانو استیلن (HC3N) هستند در مدار ستاره‌ای به نام MWC480 یافت شده‌اند. این ترکیبات در غلظت و چینشی کشف شده‌اند که در زمان آغاز حیات در منظومهٔ شمسی در دنباله‌دارها اطراف این منظومه وجود داشته‌اند. ستاره‌ای که این ترکیبات در اطراف آن کشف شده، یک ستاره جوان (با سن چند میلیون سال) است که در صورت فلکی گاو (به انگلیسی: Taurus) قرار دارد. پیش از این نیز ترکیبات پایه‌ای از سیانید در دیگر نقاط فضا کشف شده بود اما این نخستین بار است که ترکیبات پیچیده‌ای در این سطح در جایی در خارج از سامانهٔ خورشیدی رویت شد.

## بخش‌های اخترزیست‌شناسی

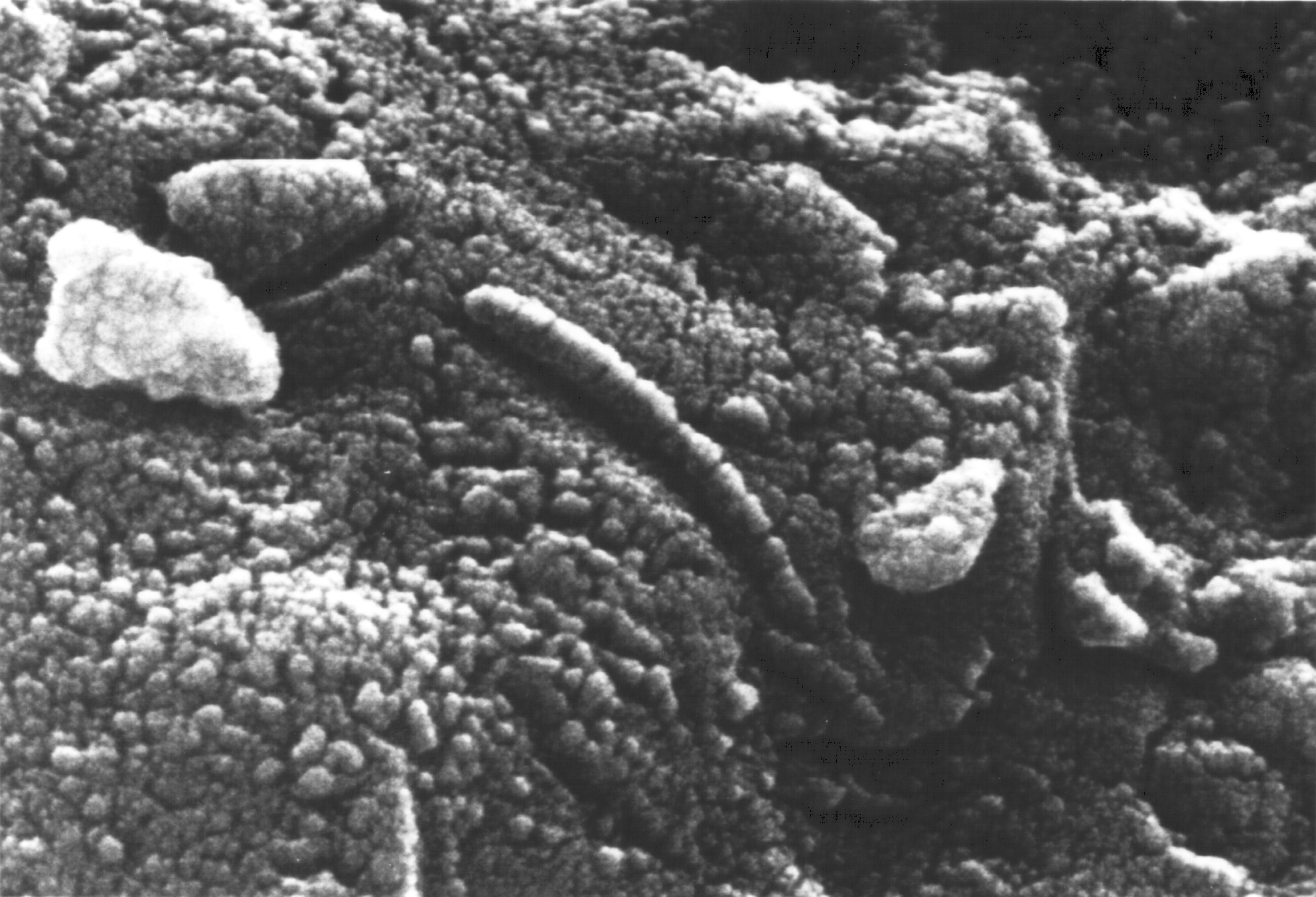
نگاره الکترونی از میکرو فسیل‌هایی از باکتریهای موجود در شهاب سنگ مریخی ALH۸۴۰۰۱، احتمال می‌رود اولین ترکیبات آلی حیات توسط شهاب سنگ‌ها وارد زمین شده باشند.

علم اخترزیست‌شناسی به چهار حوزه تقسیم می‌شود:

### برون‌زیست‌شناسی
برون زیست‌شناسی یا اگزوبیولوژی حوزه‌ای از دانش اخترزیست‌شناسی است که به مطالعه واکنش‌های حیاتی، زیست‌شناسی مولکولی و چگونگی ساز و کارهای زیستی در شرایط فضا و دیگر سیارات می‌پردازد. اینکه حیات در فضا و دیگر سیارات به چه شکلی است، چه رفتاری دارد و در چه مکان‌هایی از فضا می‌تواند شکل گیرد از سوالاتی است که برون زیست‌شناسی در جستجوی پاسخ به آن است.

### زیست‌شناسی سیاره‌ای
یکی از اهداف اخترزیست‌شناسی بررسی زیست‌شناسی در مقیاس سیارات است. با زیست‌شناسی سیاره‌ای می‌توان نمونه‌های اتمسفر و سنگ‌های دیگر سیارات را به منظور یافتن ترکیبات آلی و فسیل باکتری‌ها بررسی کنیم. نتایج بدست آمده از مطالعات روی کندریت‌هایی با بیش از ۵ درصد کربن این انگیزه را به ما داده‌است تا فرضیه مواد آلی فرازمینی را به بوته آزمایش بگذاریم. یکی از این کندریت‌ها، شهاب سنگی بنام «مارکیسون» (Murchison) است که در سال ۱۹۶۹ در دهکده‌ای به همین نام در استرالیا کشف شد. این شهاب سنگ در حال حاضر مشهورترین سنگ آسمانی در روی زمین است. مارکیسون در همان مطالعات اولیه دانشمندان را در بهت و حیرت فراوان فروبرد، چرا که درون آن بیش از هشتاد نوع اسید آمینه مختلف با میزان بیش از یک قسمت در میلیون (ppm) شناسایی شد. هشت نوع از این مولکول‌ها جزو مولکول‌هایی هستند که اجزای اصلی پروتئین‌ها و آنزیم‌ها موجود در زمین را تشکیل می‌دهند. طی کنکاش لایه‌های یخی قطب جنوب کلکسیونی از قطعات شهاب سنگی یافت شده‌است که حاوی مولکول‌های قند و بازهای نوکلئیک بوده‌اند. این یافته‌ها نظریهٔ حیات فرازمینی را در اذهان بشدت تقویت کرد. نکتهٔ حائز اهمیت تر خرده شهاب‌های یافت شده در قطب جنوب اینست که بسیاری از قطعات با اندازهٔ بین ۱۰۰ تا ۵۰۰ میکرومتر کندریت‌های ذوب نشده هستند؛ یعنی توانسته‌اند بدون دریافت فشار و شوک حرارتی از جو زمین عبور کنند. دانشمندان احتمال می‌دهند این سنگ‌ها زمانی وارد سیارهٔ ما شده‌اند که زمین همچنان فاقد اتمسفر بوده‌است. در فوریهٔ ۲۰۰۶ فضاپیمای Stardust متعلق به ناسا نمونه‌هایی از غبار مربوط به دنباله‌دارها را از آنسوی مدار ماه به زمین آورد. دانشمندان توانستند به حقایق ارزشمندی از ترکیب این سنگ‌های سرگردان دست یابند. تخمین زده می‌شود طی ۶۰۰ میلیون سال گذشته ۱۰۲۰ گرم کربن از فضا وارد زمین شده‌است، این مقدار از کل میزان کربن توده زنده کره زمین بیشتر است. اکنون ما می‌دانیم منبع اصلی مواد آلی که امروزه در پیکره جانداران وجود دارد نه بطن کره زمین بلکه فضای ماورای اتمسفر آن می‌باشد. اما سؤالی که پدید می‌آید اینست که اگر شهاب سنگ‌ها می‌توانند این همه مولکول آلی را وارد زمین کنند، چرا نتوانند خود موجودات زنده را به زمین آورند. البته بایستی خاطر نشان کرد اکثر اجرام فضایی تا هنگام ورود به زمین شرایط بسیار رنج آوری را تجربه می‌کنند. پی بردن به اینکه موجودات دارای حیات چگونه می‌توانند در این شرایط دشوار زنده بمانند اولین گام برای بحث در مورد انتقال بین سیاره‌ای ارگانیسم هاست. شرایط زندگی در فضا و کرات دیگر به مراتب دشوارتر از هر زیستگاه بحرانی است که در روی زمین می‌توان سراغ داشت. از این‌رو باید آزمایش‌ها مداومی برای سنجیدن میزان انعطاف و تحمل‌پذیری اشکال حیاتی زمین در محیط‌های مشابه سایر سیارات انجام گیرد تا به یک روشنگری کلی در مورد میزان قابلیت بقا در شرایط فرازمینی دست پیدا کنیم. راه دیگر انتقال حیات از سیارات مادری به سایر مکان‌های فضایی موجودات هوشمندی هستند که از فناوری‌های پیشرفته مسافرت‌های بین سیاره‌ای برخوردارند، چیزی که ما آن را سفینه‌های سرنشین دار می‌نامیم. تقریباً تمام زیستگاه‌های کره زمین با موجودات زنده اشغال شده‌اند. شاید در میان این موجودات انواعی باشند که قادرند برای یافتن هدف غائی خود و شکوفایی بیشتر راه فضا و دنیاهای دیگر را در پیش گیرند.

### منشأ حیات
فرضیه‌ای تحت عنوان پان اسپرمیا ادعا می‌کند بذرهای حیات برای اولین بار از فضا و دیگر سیارات توسط شهاب‌سنگ‌ها به زمین آورده شده‌است. یکی دیگر از وظایف اخترزیست‌شناسی بررسی این موضوع می‌باشد. ایده امکان تشکیل حیات درروی زمین بواسطهٔ ورود مولکول‌های آلی از آنسوی فضا بسیار جالب توجه است. تجزیه و تحلیل قطعات بدست آمده از شهاب سنگ‌های کربن دار این نظر را اثبات می‌کند که برخی مولکول‌های آلی نظیر آمینو اسیدها در محیط خارج از کره زمین تشکیل شده‌اند. طبق مشاهدات نجومی این مولکول‌های آلی بسیار پیش تر از آنکه منظومه شمسی شروع به تشکیل کند درون اجرام فضایی کوچکتر مثل سیارکها و دنباله دارها به وجود آمده‌اند. با وجود دمای بالای سیارات در ادوار شکل‌گیری آن‌ها مولکول‌های اساسی حیات نمی‌توانستند تشکیل شوند یا از شرایط دشوار حاکم برآن جان سالم بدر برند؛ بنابراین این مولکول‌های مهم یا بعدها در اتمسفر سرد شده آن‌ها متولد شده‌اند یا توسط سیارک‌ها، شهاب سنگ‌ها و غبار بین سیاره‌ای وارد زمین گشته‌اند.

### آینده انسان در فضا
به‌طور کلی ترسیم آینده‌ای از جایگاه انسان در فضا، بستگی به موفقیت‌هایی است که در حوزه اخترشناسی و اخترزیست‌شناسی بدست می‌آیند. آموزش فلسفه حقیقی کاوش‌های فضایی و آماده نمودن انسان‌ها برای رویارویی با هر کشف جدید از ضروریات علم اخترزیست‌شناسی است. در صورت کشف تمدن هوشمند فرازمینی، انسان‌ها چگونه واکنش خواهند داد.

## راهبردهای کشف حیات
وقتی صحبت از کاوش حیات فرازمینی می‌شود دو حوزه بیش از همه جلب توجه می‌کند:

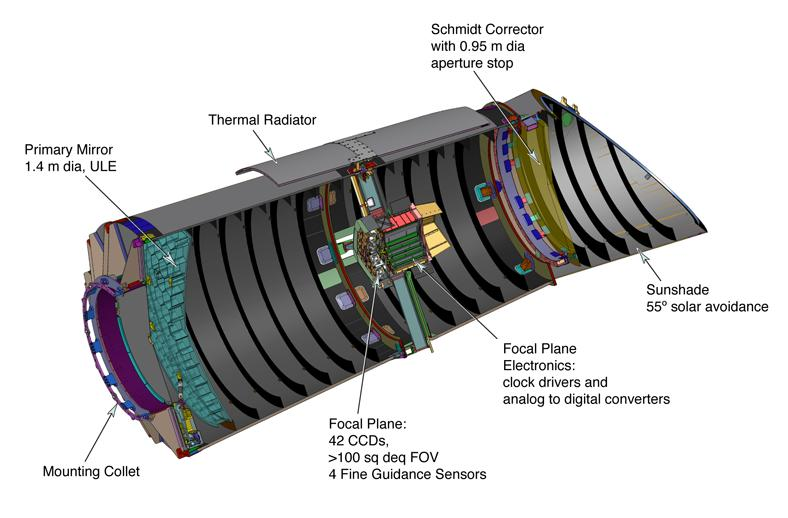
تلسکوپ فضایی کپلر ناسا در مارس سال ۲۰۰۹ با موفقیت به فضا پرتاب شد. این تلسکوپ سیارههای فرا خورشیدی را با دقت تحت نظر خواهد داشت.

### داخل منظومه شمسی
برای کاوش درون منظومه شمسی می‌توان فضاپیماهایی مجهز به دستگاه‌های پردازشگر که قابلیت اندازه‌گیری و آزمایش در سیاره مقصد را دارند راهی فضا کرد. گزینه دیگر سنجش از دور است، مثلاً نقشه‌برداری از توزیع گاز متان در اتمسفر مریخ که به وسیلهٔ سفینه‌های مدارگرد انجام می‌گیرد. این شیوه به ما امکان می‌دهد فقط بیوسفر فعال سطح سیاره هدف را با استفاده از سنجش گازها مطالعه کنیم. در مقابل رهیافت سنجش در محل (In Situ) امکان بررسی بیوسیگناتورهایی نظیر مولکول‌های خاص یا ایزوتوپ عناصر سازنده مولکول‌ها که لزوماً متعلق به سیستم‌های در حال حیات نیستند را نیز فراهم می‌کند و نیز از آنجایی که تشخیص یک بیومارکر به تنهایی نمی‌تواند دلیلی برای حضور حیات در حال یا گذشته سیاره‌ای باشد، بایستی مجموعه‌ای از این بیومارکرها به‌طور هم‌زمان بررسی گردند. البته دانشمندان بر سر اینکه باید دنبال مواد آلی تشکیل دهنده حیات زمینی یا حداقل چیزی شبیه به آن باشیم یا نه، هنوز به توافق چندانی نرسیده‌اند. بسیاری از آنان اعتقاد دارند حیات سیارات دیگر الزامی برای شباهت داشتن به الگوهای آشنای زمینی ندارند و باید از این قید و بند رها شد. برخی دیگر معتقدند در حال حاضر ناچاریم تحقیقات خود را بر روی جستجوی سیارات و حیات زمین مانند متمرکز کنیم.
- ماورای منظومه شمسی: به خاطر فاصله زیاد زمین تا مرز منظومه شمسی در حال حاضر نمی‌توان از گزینه ارسال سفینه برای بررسی وضعیت آنسوی منظومه شمسی استفاده کرد؛ بنابراین ناچاریم به اطلاعات بدست آمده از مشاهدات از راه دور بسنده کنیم. تاکنون بیش از ۲۰۰ سیاره خارج منظومهٔ شمسی شناسایی شده‌است ولی اغلب آن‌ها متفاوت از ان چیزی هستند که بتوان انتظار حضور حیات در آن‌ها را داشت. مأموریت فضایی «داروین» نام پروژه‌ای است که توسط آژانس فضایی اروپا (ESA) با هدف تحقیق دربارهٔ اتمسفر سیارات خارج منظومه شمسی مثل میزان گاز ازن و پراکسی راه‌اندازی شده‌است. وظیفه اصلی داروین جستجوی منابع بزرگ اکسیژن مولکولی، ازن، آب، دی‌اکسید کربن و متان در این سیارات است. به نظر می‌رسد این پروژه با چالش‌های جدی مواجه خواهد شد. می‌دانیم درخشش یک ستاره بسیار بیشتر از درخشش سیاره اش است. این مطالعات می‌تواند با به‌کارگیری ابزار آلات حساس طیف‌سنجی که بتواند نور منحرف شده توسط سیاره دور را طوری آنالیز کند تا به ترکیب گازهای تشکیل دهنده اتمسفر پی ببرد به نتایج قابل قبولی نایل گردد. نکته کلیدی در اینجا اینست که این گازها در صورتی می‌توانند به مقادیر قابل تشخیص برسند که به‌طور مستمر توسط سیستم‌های زیستی باز تولید شوند. هر مخلوط گازی که در اتمسفر سیاره‌ای شروع به گسترش می‌کند نمی‌تواند به وسیلهٔ واکنش‌های غیر زنده تولید شوند بلکه حاکی از فعالیت‌های زیستی روی آن سیاره است. اگر گازها توسط این فعالیت‌ها به‌طور مستمری بازتولید نشوند به صورت معدنی جذب کانی‌های سیاره شده و از غلظت آن کاسته می‌شود

### اختر زیست شناختی منظومهٔ شمسی
در حال حاضر منظومه شمسی جدی‌ترین حوزه کاوش برای حیات فرازمینی است. کما اینکه اطلاعات ارزشمندی از سیارات همسایه خود داریم. این مسئله مرهون فاصله نسبتاً نزدیک ما با این سیارات است که می‌توانیم با شیوه‌های کنونی کاوش در فضا، نمونه‌هایی از این سیارات را به زمین آورده یا آزمایشگاه‌های سیار خود را به آنجا اعزام کنیم. با اینکه ۴۵ سال از اولین قدم انسان بر روی ماه می‌گذرد، اما هنوز نتوانسته‌ایم پای بر روی مریخ بگذاریم. به نظر می‌رسد وقوع این رویداد دست کم ۲۵ سال دیگر خواهد بود. بیشتر اجرام منظومه شمسی در منطقه خارج از کمربند حیات قرار گرفته‌اند (کمربند حیات منطقه‌ای از منظومه شمسی است که به دلیل فاصله مناسب با خورشید دمای متعادلی داشته و آب در آنجا می‌تواند به شکل مایع باقی بماند. از اینرو حیات در این مناطق می‌تواند تشکیل و تداوم یابد. زمین و مریخ در کمربند حیات قرار دارند). مثلاً عطارد آنقدر به خورشید نزدیک است که بیشتر به یک سیب زمینی برشته شده می‌ماند تا سیاره‌ای قابل زندگی. دمای سطح عطارد از ۱۸۰- درجه سانتیگراد در کف دهانه‌های آتشفشانی در قطب‌ها، تا حدود ۴۰۰ درجه در استوا متغیر است. همچنین این سیاره هیچ اتمسفری ندارد به این دلایل انتظار وجود حیات در آن کاملاً بیهوده خواهد بود.

#### زهره (ونوس)
زهره شبیه‌ترین سیاره به زمین در منظومه شمسی است. این سیاره را خواهر زمین نام نهاده‌اند، دست کم به خاطر اندازه یکسان آن دو. درگذشته‌های دور شرایطی در سطح این سیاره برقرار بوده که شباهت زیادی به محیط امروزی زمین داشته‌است؛ ولی اکنون این سیاره به علت شرایط گلخانه‌ای زیادی که در اتمسفرش دارد وضعیت دشواری برای زندگی پدیدآورده. طوری‌که دیگر گرمای سوزان ۴۶۰ درجه‌ای، باران‌های اسید سولفوریک، طوفان‌های غبار آلود و متراکم وجود هر گونه حیات سطح این سیاره را غیر محتمل می‌سازد.

#### ماه
تصور بر این است که ماه در نتیجهٔ برخوردی میان یک زمین اولیه نیمه مذاب و یک جرم سیاره‌مانند به اندازهٔ مریخ به وجود آمده باشد. نمونه‌های بدست آمده از مأموریت‌های فضایی آپولو و لونا(Luna) هیچ اثری از زندگی و ترکیبی آلی در سطح ماه نشان نمی‌دهند. برخورد UV خشک و تشعشعات یونیزان خورشیدی به سطح عریان و بدون محافظ کره ماه امکان تشکیل مولکول‌های آلی که زیر بنای حیات هستند را نمی‌دهد. به هرحال وجود ماه در نزدیکی زمین و چرخش انتقالی آن در طول سالیان نقش مهمی در توسعه حیات درروی زمین داشته‌است. زمین تنها سیاره منظومه شمسی است که قمری به این بزرگی دارد (نسبت به اندازه زمین). این نسبت بزرگی باعث می‌شود محور چرخش وضعی زمین در انحراف ۵ر۲۳ درجه نسبتاً پایدار باشد که باعث به وجود آمدن آب و هوا ثابت و جریان‌های هوایی و آب اقیانوس‌ها در طول میلیون‌ها سال شده‌است.

#### مریخ
این سیاره سرخ رنگ هدف اصلی ما برای یافتن حیات فرازمینی و آثار آن در منظومه شمسی است. به یاری دانشمندان و کاوشگران مستقر در مریخ شواهد قانع‌کننده‌ای بدست آمده مبنی بر اینکه مقادیر قابل توجهی آب بر روی این سیاره در دوران‌های گذشته وجود داشته‌است؛ ولی ما هنوز به‌طور دقیق نمی‌دانیم آب چه مدت در سطح این سیاره وجود داشته. یا این‌که احتمال دارد هنوز در زیر لایه‌های سطحی آب مایع در جریان باشد. بر اساس شواهد ریخت‌شناسی در دوران اولیه، مریخ اتمسفر متراکمی داشته‌است؛ ولی به علت اندازهٔ کوچکترش در مقایسه با زمین و گرانش ضعیف‌تر، بادهای خورشیدی گازهای آن را به فضا پراکنده و فقط جو رقیقی از CO۲ غنی شده برجای مانده‌است. دو سفینهٔ وایکینگ (Viking) که در سال ۱۹۷۶ روی ماه فرود آمدند مجهز به ابزار شناسایی حیات و طیف‌سنج گازی بودند. این تجهیزات برای تحلیل خاک پیرامون سفینه‌ها مورد استفاده قرار گرفتند اما در شناسایی مواد آلی دچار مشکل شدند. این یافته‌ها شواهدی از نبود حیات در سطح این سیاره بود؛ ولی با کشف منطقه حاوی حیات در ۱۰۰ متری زیر زمین در معادن طلای آفریقای جنوبی گمانه زنی‌هایی دربارهٔ امکان وجود چنین جایگاه‌های رشد میکروبی در لایه‌های زیرین آغاز شده‌است.
از سوی دیگر دانشمندان نگرانند که کاوش‌های انسانی در سیارهٔ مریخ برای کشف حیات خود موجب اختلال در طبیعت این سیاره شود. برای مثال مریخ‌نورد کیوریاسیتی که در سال ۲۰۱۱ به سوی مریخ پرتاب شد، به محض فرود آمدن بر سطح این سیاره شروع به حرکت کرد. حرکت سریع این مریخ‌نورد می‌تواند آلودگی‌های زیستی احتمالی مانند انواع باکتری، ویروس یا میکروب که به چرخ‌های آن چسبیده‌اند را به سطح مریخ منتقل و با گذر چرخ‌های عقبی از روی آن‌ها، به اعماق خاک مریخ نفوذ کنند و آغازی شود برای یک نوع خاص از زندگی مریخی.

### وجود اقیانوس درگذشتهٔ مریخ
جدیدترین تحقیقات نشان می‌دهد که تغییرات ارتفاع خطوط ساحلی مریخ در اثر جابه‌جایی محور چرخش مریخ است. به این صورت که احتمالاً این قطب‌ها بین ۲ تا ۳ میلیارد سال پیش حدود ۳۰۰۰ کیلومتر روی سطح این سیاره جابه‌جا شده‌اند. این جابه‌جایی قطب‌ها موجب شده‌است که خطوط ساحلی ارتفاعی متغیر داشته باشند.
حتی اگر از زمین به مریخ نگاه کنیم دشتی که قطب شمال آن را احاطه کرده‌است همانند ناحیه‌ای انباشته از رسوبات ته‌نشین شده در بستر یک اقیانوس است. در دههٔ ۱۹۸۰ تصاویر فضاپیمای وایکینگ چیزی شبیه دو خط ساحلی بسیار قدیمی را در نزدیکی قطب شمال مریخ نشان داد که طول آن‌ها چند هزار کیلومتر بود و عوارضی مشابه با عوارض نواحی ساحلی زمین داشتند. این خطوط ساحلی با نام‌های عربستان(Arabia) و دوترونیلوس (Deuteronilus) مربوط به ۲ تا ۴ میلیارد سال قبل هستند.
در دههٔ ۱۹۹۰ نقشه‌بردار سراسری مریخ متعلق به ناسا سطح مریخ را با دقت ۳۰۰ متر نقشه‌برداری کرد و متوجه شد که ارتفاع این خطوط ساحلی در نقاط مختلف تا چندین کیلومتر تغییر می‌کند و آن‌ها همانند موجی‌هایی با طول چند هزار کیلومتر هستند. در زمین ارتفاع این خطوط ساحلی تقریباً ثابت است، به همین دلیل بسیاری از کارشناسان نظریهٔ وجود اقیانوس‌ها در مریخ را رد کردند.
دانشمندان دانشگاه برکلی به تازگی متوجه شده‌اند که تغییرات ارتفاع خطوط ساحلی مریخ در اثر جابه‌جایی محور چرخش مریخ است. به این صورت که احتمالاً این قطب‌ها بین ۲ تا ۳ میلیارد سال پیش حدود ۳۰۰۰ کیلومتر روی سطح این سیاره جابه‌جا شده‌اند. این جابه‌جایی قطب‌ها موجب شده‌است که خطوط ساحلی ارتفاعی متغیر داشته باشند.
«میکائیل مانگا» (Michael Manga) استاد دانشگاه برکلی و یکی از رهبران این تحقیق می‌گوید: جابه جایی محور چرخش مریخ باعث تغییر شکل سطح سیاره و به وجود آمدن پستی و بلندی در خطوط ساحلی شده‌است. «تیلور پرون» (Taylor Perron) محقق اصلی این تحقیق می‌گوید: در سیاراتی مانند زمین و مریخ که پوستهٔ خارجی انعطاف‌پذیری دارند، سطح جامد رفتاری متفاوت با سطح اقیانوس دارد که باعث تغییرات غیر یکسان سطح می‌شود.
محاسبات پرون نشان می‌دهد که مقاومت پوستهٔ ارتجاعی مریخ باعث تغییرات ارتفاع این خطوط ساحلی شده‌است. پستی و بلندی‌های عربستان و دوترونیلوس به ترتیب ۲٫۵ و ۰٫۷ کیلومتر تغییرات ارتفاع دارند.
«مارک ریچاردز»(Mark Richards) یکی از محققان می‌گوید: نتیجهٔ تیلور بسیار زیباست. توضیح دادن سبب وجود این پستی و بلندی‌ها با یک مدل ساده هیجان انگیز است. من هرگز نمی‌توانستم چنین چیزی را از قبل پیش‌بینی کنم.
وی می‌افزاید: این مدل تأیید می‌کند که مریخ درگذشته اقیانوس داشته‌است.
محاسبات پرون، مانگا، ریچاردز و همکارانشان نشان داد که دو خط ساحلی عربستان و دوترونیلوس در اثر جابه جایی‌های ۵۰ و ۲۰ درجه‌ای قطبین سیاره به وجود آمده‌اند. فرضیه مانگا می‌گوید که علت جابه جایی ۵۰ درجه‌ای، وجود اقیانوسی بزرگ در یکی از قطبین مریخ است. اگر جاری شدن آب باعث پر شدن قطب شمال سیاره شده باشد، جرم این مقدار آب قادر بوده‌است محور چرخش را ۵۰ درجه به سمت جنوب حرکت دهد و سپس با ناپدید شدن آب، محور دوباره به جای اصلی خود بازگشته است.
مانگا می‌گوید که منبع ناشناختهٔ آب احتمالاً سیل بسیار عظیمی در این سیاره به وجود آورده‌است که گواه آن وجود دره‌های بسیار بزرگ در دشت «تارسیس» مریخ است. سپس یا آب بخار شده یا به لایه‌های زیرین نفوذ کرده‌است و نزدیکی سطح به صورت یخ زده و در اعماق به صورت مایع وجود دارد.
وجود چنین اقیانوسی در گذشتهٔ مریخ هدف مناسبی برای مطالعات بعدی کاوش گرهای مریخی است.

#### مشتری و زحل
جو سیارات غول پیکر یعنی مشتری و زحل (و نیز اورانوس) در اصل مرکب از هیدروژن، هلیوم به همراه متان و مقدار کمتری از آمونیاک است. از نظر اخترزیست‌شناسی این سیارات اهمیت چندانی برای ما ندارند چرا که فاقد سطوح جامد هستند؛ ولی در عوض قمرهای آنان در کانون توجه اخترزیست‌شناسان قرار دارد.

#### قمرهای مشتری
قمرهای بزرگ‌ترین سیاره منظومه شمسی به دقت توسط فضاپیمای گالیله مورد بررسی قرار گرفته‌است. داده‌های مغناطیس سنجی حاکی از احتمال وجود اقیانوس آب مایع در زیر قشر منجمد قمر اروپا است. حالت مشابه آن ممکن است در قمرهای گانیمد(Ganymede) و کالیستو(Callisto) نیز وجود داشته باشد. اگر چه فواصل زیاد آن‌ها از خورشید دریافت پرتوهای کافی از خورشید را ناممکن می‌سازد و آب نمی‌تواند در سطح آن به شکل مایع یافت شود، ولی نیروهای حاصل از چرخش وضعی و جاذبه مشتری منابع گرمایی اندکی ایجاد می‌کند که می‌تواند برای ذوب برخی یخ‌ها کافی باشد. البته با فرض اینکه آب مایع در قمر اروپا وجود داشته باشد، شانس تشکیل حیات و توسعه آن در این اقیانوس‌های زیرین بسیار اندک است زیرا هیچ منبع ترکیبات آلی در آن شناخته نشده‌است. با وجود اینکه احتمال می‌رود برخی مواد آلی در تماس با سطح قمر متراکم شوند ولی نقل و انتقال این مواد توسط صفحات یخی بسیار بعید بنظر می‌رسد. البته به رغم این تردیدهای ماٌیوس‌کننده قمر اروپا هنوز در فهرست تحقیقات آتی حیات فرازمینی قرار دارد. گزینه‌هایی مثل رصدهای راداری از روی زمین و اعزام کاوشگرها برای مطالعه این قمر مطرح است.

#### قمرهای زحل
از زمانی که Gerhard Kuiper در سال ۱۹۴۴ گاز متان را در اتمسفر تایتان مشاهده کرد تصور بر این بوده که این قمر برای زندگی مناسب باشد. چرا که متان یکی از اصلی‌ترین محصول فرایندهای زیستی محسوب می‌شود. تایتان اتمسفر متراکمی از نیتروژن و سرشار از مواد آلی در فاز گازی خود دارد. این قمر لابراتواری طبیعی برای بررسی تشکیل مولکول‌های آلی پیچیده در مقیاس بزرگ در طول دوره‌های طولانی زمین‌شناسی بوده‌است. با وجود دمای پائین سطح تایتان که بسیار کمتر از دمای زمین می‌باشد آب مایع اصلاً در آن وجود ندارد؛ ولی این قمر شرایط نسبتاً متعادل و پایداری را برای تولیدات فرایندهای حیاتی و فیزیکوشیمیایی که تشکیل دهنده شیمی آلی سیاره‌ای است فراهم می‌سازد. اما هیچ‌کدام از کاوشگران کاسینی و هایژن (Huygen) اثری از حیات بر روی این قمر پیدا نکرده‌اند. اخیراً قمر دیگری از زحل بنام انکلادوس (Enceladus) توجه دانشمندان را به خود جلب کرده‌است. این قمر از هنگامی مورد توجه قرار گرفته‌است که ناسا از کشف آبفشان‌های عظیمی بر روی این قمر توسط فضاپیمای کاسینی خبر داد. فوران‌های بزرگ مواد یخی در بالای قطب جنوب این قمر کیلومترها امتداد یافته‌است. عقیده بر این است که جریان‌های حاصل از آبفشان‌ها از منابع انباشته شده زیرین طغیان نموده‌اند و احتمال دارد در زیر آن‌ها آب مایع در جریان باشد. این در حالی است که دمای پوشش یخی در سطح این قمر به ۲۰۰- درجه سانتیگراد می‌رسد.

#### سیاره‌های حاشیه‌نشین منظومهٔ شمسی
غول‌های یخی، اورانوس و نپتون به همراه پلوتو و کایپر(Kuiper) از خورشید بسیار دورند. دمای بسیار پائین آن‌ها هیچ شانسی برای وجود آب مایع و حیات باقی نمی‌گذارد؛ ولی کاوش این سیارات برای افزایش دانسته‌هایمان از چگونگی تشکیل منظومه‌های سیاره‌ای بسیار حائز اهمیت است.

#### دنباله‌دارها
دنباله‌دارها جزو اجرام کایپر یا قطعات غبار Oort هستند که نیروی جاذبه سیارات خارجی آن‌ها را به درون منظومه شمسی می‌کشانند و مدار آن‌ها را دچار تغییر و تحول می‌سازند. دنباله‌دارها حاوی مقادیر زیادی آب هستند، اکنون ما می‌دانیم دو سوم هسته دنباله‌دار هالی از آب منجمد تشکیل شده‌است. بقیه آن موادی متشکل از سیلیکات‌ها و مواد آلی مثل فرمالدهید، متانول و… است. فناوری‌های اخیر وجود مواد آلی دیگر مثل آمونیاک، متان، استیلن حتی مولکول‌های پیچیده نظیر سینواستیلن را در هسته دنباله‌دارها اثبات کرده‌اند. با این حال ما تاکنون نتوانستیم ارزیابی مستقیمی از ترکیب هسته ستارگان‌دنباله‌دار انجام دهیم. ماٌموریت فضاپیمای Rosetta متعلق به سازمان فضایی اروپا با سفینه Philae یکی از راهبردهایی است که با مطالعه دنباله‌دار ۶۷P/Churyumov-Gerosimenko در راه پرده برداشتن از اسرار این تکه یخ‌های سرگردان گام خواهد گذاشت. جستجوی برای یافتن دنیاهای جدید همواره از اساسی‌ترین کوشش‌های بشر بوده‌است. اختر زیست‌شناسی چیزی غیر از تداوم این تلاش در قالب‌های جدید و علم گرایانه نیست که مطمئناً می‌تواند ما را با ابعاد عمیق مفهوم زندگی روی سیاره منحصر بفردمان «زمین» بیش از پیش آشنا ساخته و ما را در کسب آگاهی از ارزش واقعی حیات در کائنات کمک کند نا از این سیاره زیبا و موجودات زنده آن بیشتر محافظت کنیم.